# Bruchhörniger Kotkäfer

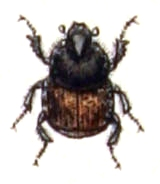
Zeichnung der Art

Der Bruchhörnige Kotkäfer (Ontophagus fracticornis) ist eine Art der häufig als Kotkäfer bezeichneten Gattung Onthophagus – eine der Käfergattungen mit den meisten bekannten Arten, nämlich über 2000. Die Art ist in Europa und Westasien verbreitet.

## Merkmale
Die Körperlänge beträgt 5–10, meist 6–8 mm. Der Körper ist flachgewölbt und mattglänzend. Kopf und Halsschild sind dunkel erzfarben gefärbt. Der Halsschild ist dicht punktiert und dicht gelblich behaart, ohne Höcker. Die Flügeldecken (Elytren) sind braungelb gefärbt, schwarz gesprenkelt und seicht punktstreifig mit zweireihig punktierten Zwischenräumen. Die breiten Scheitelleisten der Männchen weisen eine am Grunde breite Hornplatte auf, welche in einer senkrecht stehenden, hornförmig gebogenen Spitze endet. Die Weibchen haben hier zwei kräftig erhabene Querleisten. Die Unterscheidung von den mehr als 20 anderen in Mitteleuropa vorkommenden Arten der Gattung ist nicht leicht. Bei vielen von ihnen tragen die Männchen auf dem Kopf Hörnchen oder Höcker, die Weibchen aber nur ein oder zwei Querleisten. Gerade der Mönchs-Kotkäfer (Onthophagus coenobita) und der Ähnliche Kotkäfer (Onthophagus similis) ähneln der Art sehr.
Die Larven sind weiß gefärbt.

## Verbreitung und Lebensraum
Die Art ist weit verbreitet in Europa und lebt hier nahezu überall, außer auf Island, Irland, im Norden Großbritanniens und im Norden Fennoskandinaviens. Östlich ist die Art bis zum Kaspischen Meer verbreitet und lebt in Westasien unter anderem auch in den Ländern Iran, Syrien und Israel. Es gibt auch Berichte von Vorkommen in Nordamerika, Südostafrika und dem Nahen Osten, dabei handelt es sich aber nicht um das natürliche Verbreitungsgebiet der Art. Möglicherweise ist die Art in Südost- und Osteuropa weniger stark verbreitet als in den westlichen Teilen des Kontinents. In Sachsen-Anhalt steht die Art als gefährdet in der Roten Liste gefährdeter Arten.
Da sie viele Arten von Kot annehmen, findet man sie in zahlreichen Habitaten, beispielsweise Wiesen. Sie ist an vielen Orten eine häufig zu findende Art.

## Lebensweise
Adulte Käfer und Larven ernähren sich von Kot, insbesondere von Säugetierkot. Hier ließen sie sich besonders häufig auf Dung von Pferden, Schafen und Rindern finden. Ab April oder Mai beginnt nach einer Phase der Nahrungsaufnahme die Fortpflanzungszeit. Ähnlich wie Mistkäfer graben die Weibchen tiefe Gänge in den Boden. Die Männchen warten derweil ab oder tragen die Erde weg, welche die Weibchen aus den Gängen nach oben geschafft haben. Kurz bevor das reichverzweigte Stollensystem fertiggestellt ist, formt das Männchen Brutmassen aus Dung und trägt diese zum Nest. Das Weibchen platziert diese dann in den 15 bis 30 cm tief liegenden Kammern und legt in jeder ein Ei ab. Sofern die Nester in relativ losem Boden gegraben werden, können die Wände mit Dung ausgekleidet werden, um diese stabiler zu machen. Die Larvenzeit mit drei Larvenstadien dauert nur einige Wochen. Danach findet Ende des Sommers die Verpuppung und der im September oder Oktober folgende Schlupf des Käfers statt, der im Boden überwintert und erst im kommenden Frühjahr geschlechtsreif die Kammer verlässt. Manchmal sind die frisch geschlüpften Käfer auch im Herbst noch aktiv, ehe sie zum Überwintern in den Boden zurückkehren.

## Taxonomie
Die Art wurde von Johann Daniel Preyßler 1790 unter dem Namen Scarabaeus fracticornis erstbeschrieben. Weitere in der Literatur zu findende Synonyme beinhalten folgende:
- Onthophagus anonymus Delabie, 1956
- Onthophagus flavescens Seabra, 1907
- Onthophagus irroratus Faldermann, 1835
- Onthophagus maculatus Cleu, 1953
- Onthophagus marginatus Mulsant, 1842
- Onthophagus nasutus Mulsant, 1842
- Onthophagus pauperatus Mulsant, 1842
- Onthophagus semiflavus Reitter, 1893
- Onthophagus sublaminatus Mulsant, 1842
- Onthophagus subrecticornis Mulsant, 1842
- Onthophagus tricuspidus Mulsant, 1842
- Onthophagus virescens Seabra, 1907
- Scarabaeus assimilis Hoppe, 1795
- Scarabaeus herbstii Brahm, 1790

## Weitere heimische Arten
Aus Mitteleuropa sind zahlreiche Arten der Gattung bekannt. Dazu zählen unter anderem folgende Arten:
- Onthophagus coenobita (Mönchs-Kotkäfer)
- Onthophagus illyricus
- Onthophagus lemur (Vierhöckeriger Kotkäfer)
- Onthophagus nuchicornis (Nackenhörniger Kotkäfer)
- Onthophagus ovatus (Eiförmiger Kotkäfer)
- Onthophagus semicornis (Halbhörniger Kotkäfer)
- Onthophagus similis (Ähnlicher Kotkäfer)
- Onthophagus taurus (Stierkopf-Dungkäfer)
- Onthophagus verticicornis (Nickender Pillenkäfer)
- Onthophagus vitulus